# Басов, Алексей Николаевич
Алексей Николаевич Басов (20 сентября 1977, Москва) — российский интернет-предприниматель, управленец, инвестор, общественный деятель.

## Биография
Родился 20 сентября 1977 года в Москве. В 1998 году окончил Московский государственный университет печати.

## Бизнес-проекты
Входил в советы директоров и другие управляющие органы компаний «Бегун», Alawar, Mamba, «Банки.ру», «Астростар», «Новотека», MGid.com, SMI2, DirectAdvert, «Манимейл/Деньги@Mail.ru», «Бука», «Ростелеком» и других.

### 2000-е
В 2000 году возглавил одну из первых сетей интернет-рекламы «Интерреклама» в составе группы компаний «Альтермедиа», стал исполнительным директором сервиса статистики SpyLOG. В 2007 году компания SpyLOG была приобретена хостинг-провайдером «Мастерхост».
В 2002 году стал одним из основателей, а в дальнейшем генеральным директором сервиса контекстной рекламы «Бегун». Сеть стала внедрять технологии анализа контекста веб-страницы, поведения и интересов пользователя, оплату за переход, действие и звонок, активно применяла анализ больших данных и машинное обучение при таргетировании рекламы. Компания была приобретена в 2003 инвестиционным холдингом ФИНАМ, в 2004 и 2007 доля в «Бегуне» была приобретена публичной компанией RamblerMedia (эмитент LSE, входил в группу «ПрофМедиа»). За это время «Бегун» подорожал в 96 раз, с $750 тыс. до $72 млн.
С 2005 года Басов инвестирует в венчурные проекты, например, инвестировал в социально-рекрутинговую платформу Pruffi (продана фонду Almaz Capital Partners), социальные СМИ Roem.ru, Firrma и Habrahabr (продана фонду Юрия Мильнера Digital Sky Technologies). Также среди его инвестиций: медицинская IT-платформа по борьбе с раком Unim (продана группе Tashir), которая была представлена президенту РФ в числе лучших стартапов ФРИИ, и компания-разработчик офисных приложений «Новые облачные технологии», треть которой в 2019 года была приобретена компанией «Лаборатория Касперского».
С 2005 по 2011 управлял организованным им фондом «ФИНАМ. Информационные Технологии» и департаментом интернет-инвестиций холдинга ФИНАМ. Департамент инвестировал в интернет-компании Badoo и Mamba, разработчиков и издателей игр Alawar и «Бука», разработчика технологий «Ашманов и Партнеры», рекламные платформы Begun, «Маркетгид» (MGid), Novoteka, DirectAdvert, SMI2, системы терминалов и электронных платежей «MoneyMail/Деньги@Mail.ru» и Delta Telecom, сеть платных каналов Deluxe TV и Extreme TV, портальные платформы Astrostar и Банки.ру и другие активы.

### 2010-е
В 2011 Алексей Басов стал вице-президентом Mail.ru Group. Среди прочего, запустил сервис таргетированной рекламы «Таргет», объединивший рекламные возможности проектов Mail.ru и соцсети «Одноклассники». В дальнейшем сервис был переименован в myTarget как часть глобального бренда My.com, и в 2015 году, по данным компании, сервис охватывал уже 140 млн пользователей.
С 2013 вице-президент ОАО «Ростелеком». Занимался реализацией стратегии компании в области венчурных продуктов, являлся председателем совета директоров некоторых дочерних компаний «Ростелекома». Также в ранге председателя совета директоров курировал созданный им корпоративный венчурный фонд Commit Capital. Среди сделок фонда: компания-разработчик систем управления сетями Brain4Net, разработчик систем хранения данных «Рэйдикс», разработчик сетевых решений для операторов RDP, совместная инвестиция с корпорацией «Ростех» в производителя линейки телеком-оборудования «Булат». По итогам 2016 года фонд инвестировал в 6 компаний, их совокупная выручка за год выросла в 8 раз и превысила 1 млрд.руб.. Инициировал создание департамента венчурных продуктов. Среди направлений департамента — игровая и рекламная платформа, платежная система, big data. Весной 2014 года на Петербургском экономическом форуме открыл национальный поисковик «Спутник», который курировал в качестве председателя совета директоров. Запуск «Спутника» вошёл в топ-10 самых значимых бизнес-новостей форума. Технологии «Спутника» в области big data применяются для повышения эффективности операторского и медийного бизнеса «Ростелекома».
В 2017 занял пост заместителя генерального директора, инвестиционного директора и члена правления АО «РВК». В его зону ответственности вошла инвестиционная деятельность Российской венчурной компании, включая управление прямыми инвестициями и 29 венчурными фондами, совокупный портфель составил более чем 200 компаний. Входит в советы директоров и инвестиционных комитетов курируемых фондов и дочерних обществ, включая RBV Capital, «Лидер инновации», DaVinci PreIPO I и II, «Новая индустрия», фонды Сколково и другие. В 2018 году Алексей Басов на площадке ТАСС представил отраслевую стратегию венчурного рынка, разработанную по поручению Правительства РФ. Стратегия включает более 40 инициатив, направленных на устранение ключевых барьеров развития в России венчурной индустрии.

## Общественная деятельность
Президент клуба бизнес-ангелов Фонда развития интернет-инициатив (ФРИИ), созданного Агентством стратегических инициатив (АСИ) в марте 2013 года, член совета директоров и инвестиционного комитета ФРИИ. Член Совета (центрального органа) Российской ассоциации электронных коммуникаций (РАЭК) и экспертно-консультативного совета РАЭК по взаимодействию с органами госвласти. Член программного комитета Института развития интернета (ИРИ), объединяющего ключевых экспертов, разработавших программу развития Интернета и связанных с ним отраслей экономики в РФ. Член экспертного совета по развитию интернет-экономики и интернет-технологий при Минсвязи РФ, член экспертного совета по информационным технологиям при Правительстве РФ. Заместитель председателя Совета венчурного рынка, объединяющего крупнейших участников российской венчурной индустрии, член Консультативного совета Центрального банка России, председатель комиссии по инновационным и венчурных проектам Торгово-промышленной палаты России (ТПП), а также заместитель председателя комитета Российского союза промышленников и предпринимателей (РСПП) по инвестиционной политике и институтам развития.
Автор большого количества публикаций и выступлений по вопросам интернет-рекламы и венчурных инвестиций. Автор (в соавторстве) и главный редактор первой в России книги о контекстной рекламе «Контекстная реклама в Интернете». Один из героев книги «Рунетология. Кто управляет русским Интернетом». Лауреат ряда профессиональных званий и премий, постоянный участник ведущих отраслевых мероприятий.

## Награды
- Орден «Родительская слава»[52] (2022).
- Медаль ордена «За заслуги перед Отечеством» II степени (26 августа 2020 года) — за заслуги в становлении и развитии российского сегмента информационно-телекоммуникационной сети «Интернет»[53].
- Благодарственное письмо Президента Российской Федерации (2018).

### Профессиональные премии
РОТОР++: «продюсер года» (2005), «Великолепная двадцатка Рунета»: 2007, 2010 и 2011. РОТОР: «инвестор года» (2011).
«Топ-10 успешных предпринимателей до 33 лет» (2009), «30 самых заметных фигур российского интернета» (2011), «Топ-15 российских бизнес-ангелов» (2012—2013), «Топ узнаваемых лиц венчурного рынка в сфере IT» (2014), «Топ-30 самых заметных участников венчурной индустрии России» (2017), Russia PE&VC Award «За вклад в развитие индустрии Private Equity в России и СНГ» (2022).

## Личная жизнь и увлечения
Женат, многодетный отец, за что в 2022 году получен государственный орден «Родительская слава». Увлекается историей, историей вооружений, практической стрельбой, альпинизмом. Входит в попечительский совет Федерации практической стрельбы России, является мастером спорта по практической стрельбе. В 2014 году вошел в российскую сборную Чемпионата мира по практической стрельбе из пистолета, а в 2017 — в сборную России на Чемпионате мира по карабину. В состязании приняли участие более 600 стрелков из 39 стран. По итогам соревнований стал чемпионом мира в командном зачете в классе Open Manual.